# Шиклау (Арад)
Шиклау (рум. Șiclău) насеље је у Румунији у округу Арад у општини Граничери. Oпштина се налази на надморској висини од 95 m.

## Становништво
Према подацима из 2002. године у насељу је живело 1234 становника.

### Попис2002.
| Расподела становништва по националности 2002.‍ | Расподела становништва по националности 2002.‍ | Расподела становништва по националности 2002.‍ | Расподела становништва по националности 2002.‍ | Расподела становништва по националности 2002.‍ |
| --------------------------------------------- | --------------------------------------------- | --------------------------------------------- | --------------------------------------------- | --------------------------------------------- |
|                                               |                                               |                                               |                                               |                                               |
| Румуни                                        | Румуни                                        |                                               | 1.077                                         | 87,5%                                         |
| Мађари                                        | Мађари                                        |                                               | 11                                            | 0,9%                                          |
| Роми                                          | Роми                                          |                                               | 143                                           | 11,6%                                         |